# Dopóki piłka w grze
Dopóki piłka w grze (ang. Trouble with the Curve) – amerykański dramat filmowy o tematyce sportowej w reżyserii Roberta Lorenza.

## Fabuła
Film opowiada historię starego i schorowanego baseballowego łowcy talentów (Clint Eastwood), który przed odejściem na zasłużoną emeryturę postanawia wyruszyć w ostatnią podróż. Bohater ma jeden cel – znaleźć obiecujących graczy. W drodze towarzystwa dotrzymuje mu jego córka (Amy Adams).

## Obsada
- Clint Eastwood jako Gus Lobel
- Amy Adams jako Mickey Lobel
- Justin Timberlake jako Johnny Flanagan
- Matthew Lillard jako Tom Silver
- John Goodman jako Pete Klein
- Scott Eastwood jako Billy Clark
- Joe Massingill jako Bo Gentry